# Minahasa

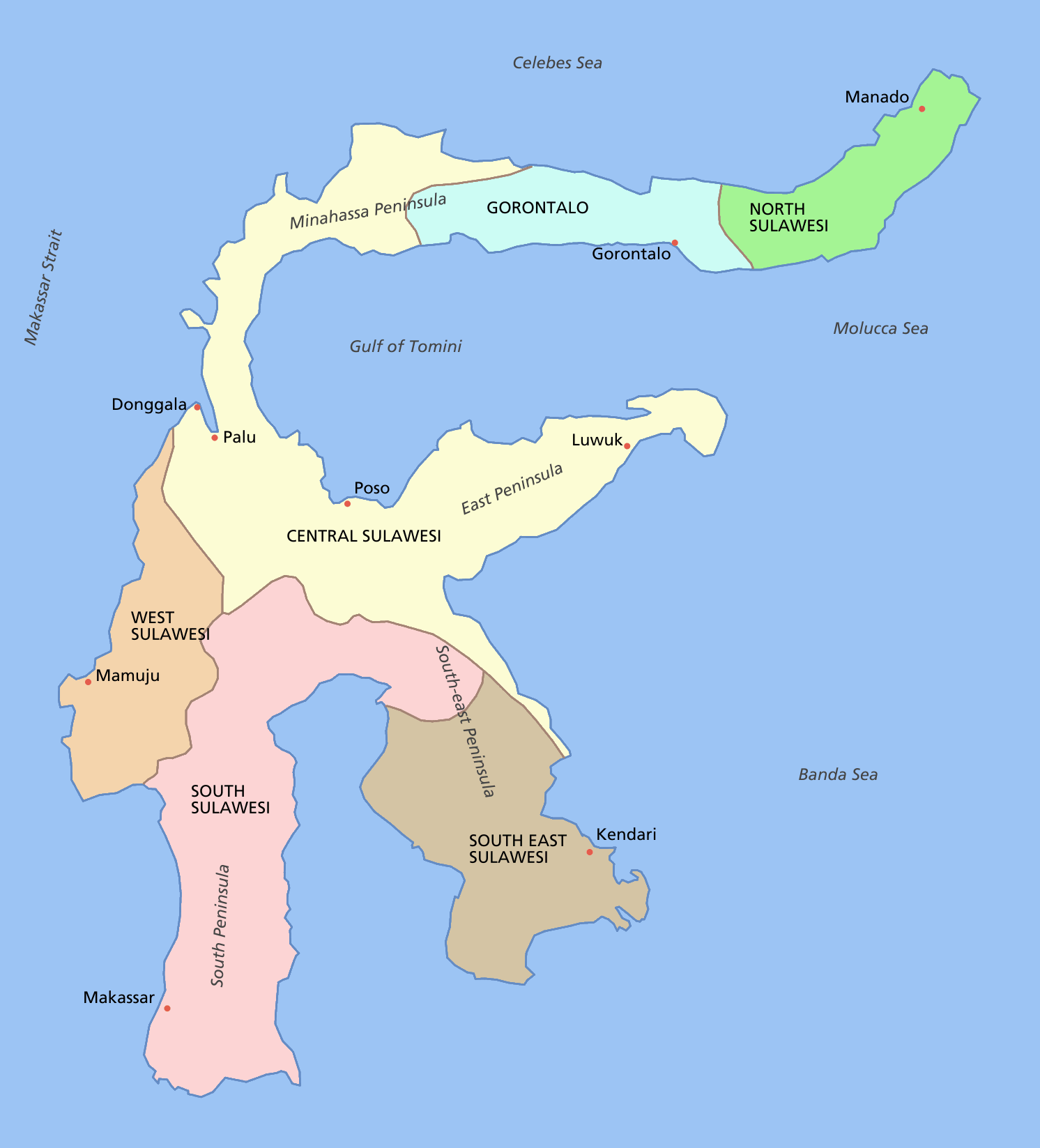
Mapa Celebesu s vyznačením poloostrova Minahasa

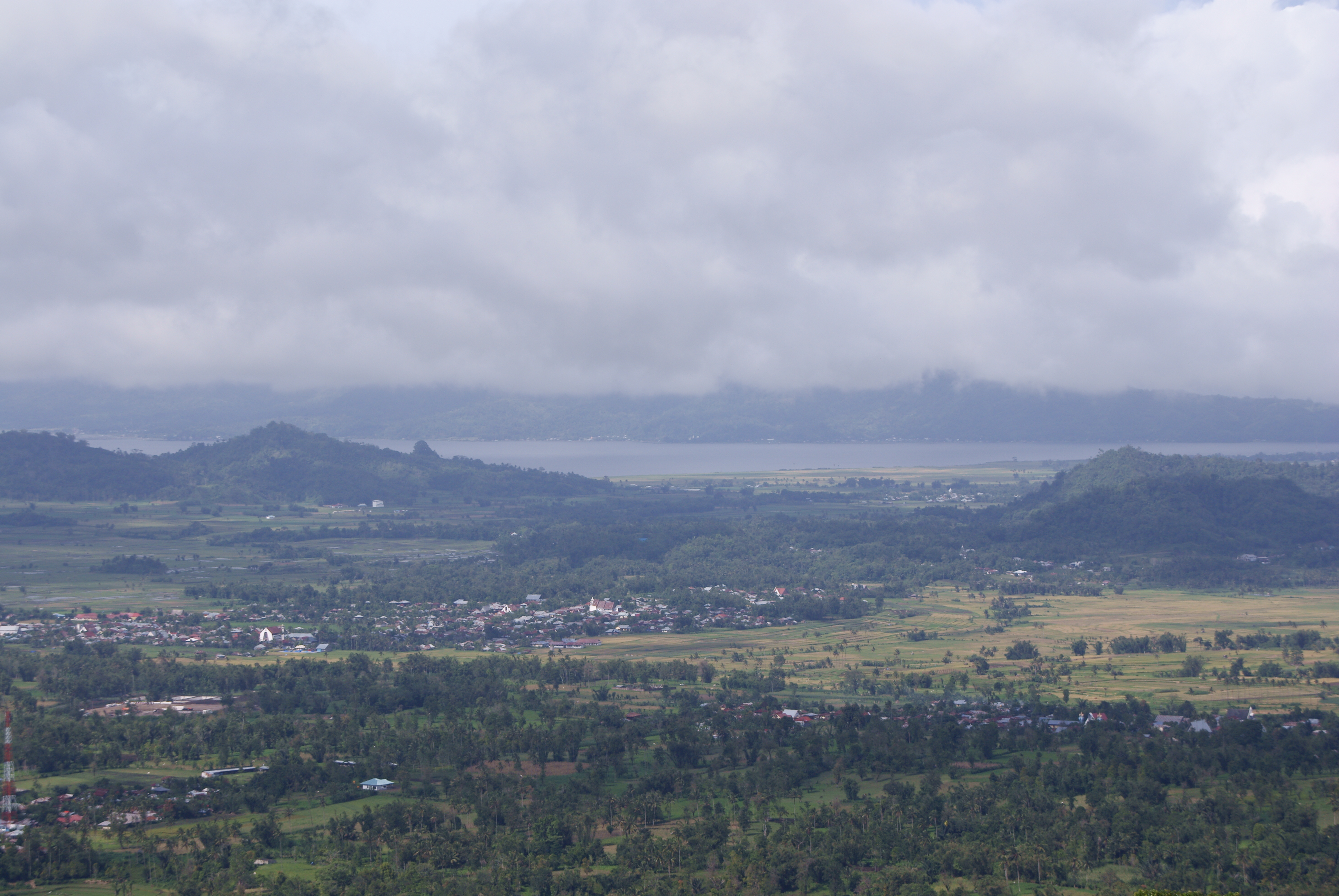
Krajina okolo jezera Tondano

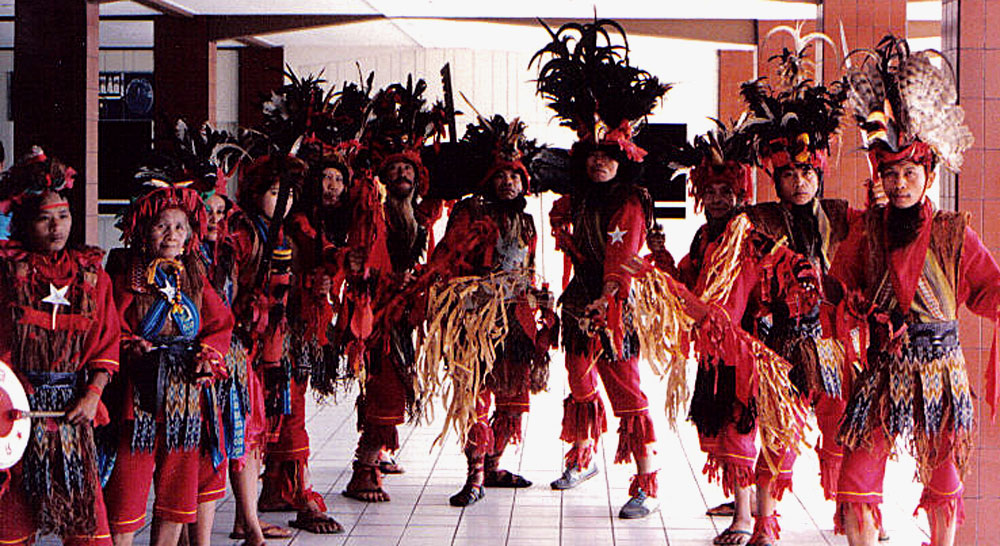
Domorodci v tradičních oděvech

Minahasa je protáhlý poloostrov v severní části Sulawesi, oddělený od zbytku ostrova Tominským zálivem, dlouhý 800 km a široký mezi 20 a 100 km. Leží na něm indonéské provincie Severní Sulawesi, Gorontalo a část provincie Střední Sulawesi. Rozloha poloostrova činí okolo 40 000 km², žije na něm asi čtyři a půl milionu obyvatel, největším městem je téměř půlmilionové Manado. Většinu obyvatel tvoří křesťanští Minahasové a muslimští Gorontalci, náležející k austronéské jazykové skupině.

## Geografie
Poloostrov je hornatý, nejvyšším vrcholem je Fuyul Sojol (3030 m); nachází se zde mnoho činných sopek, z nichž nejvyšší je Klabat (1995 m), vulkán Soputan byl aktivní v lednu 2016. Centrální horský řetěz pokračuje severním směrem do Celebeského moře, kde jeho vrcholy vytvářejí souostroví Sangihe. Pobřeží je členité, lemované korálovými útesy. Největšími jezery poloostrova jsou Tondano a Limboto. Většinu území pokrývá deštný prales, na poloostrově žije řada vzácných endemických druhů, jako je anoa nížinný, prase celebeské, myš minihasská, tabon přílbový, sova celebeská a mnoho bezobratlých živočichů. Významným chráněným územím je národní park Bogani Nani Wartabone.

## Ekonomika
Na poloostrově Minahasa se pěstuje rýže setá, palma kokosová, sója luštinatá, kávovník a muškátový oříšek. V okolí hory Mahawu se nacházejí největší indonéská ložiska síry, na Minahase se těží také měď, zlato a stříbro. Průmysl je soustředěn ve velkých městech jako Manado nebo Gorontalo.

## Historie
V oblasti existovala řada domorodých státečků, v 15. století se většina z nich stala vazaly Ternatského sultanátu. Roku 1522 zde přistáli Portugalci a založili pevnost Otanaha, ovládnout poloostrov se jim však nepodařilo. Od poloviny 17. století na Minahasu pronikala Nizozemská Východoindická společnost a roku 1681 místní náčelníci přijali její protektorát. Holanďanům poloostrov patřil do bitvy o Manado v lednu 1942, kdy ho zabralo vítězné Japonsko, po druhé světové válce se stal součástí efemérního Východoindonéského státu a od roku 1949 náleží k Indonésii.